# Ginoide

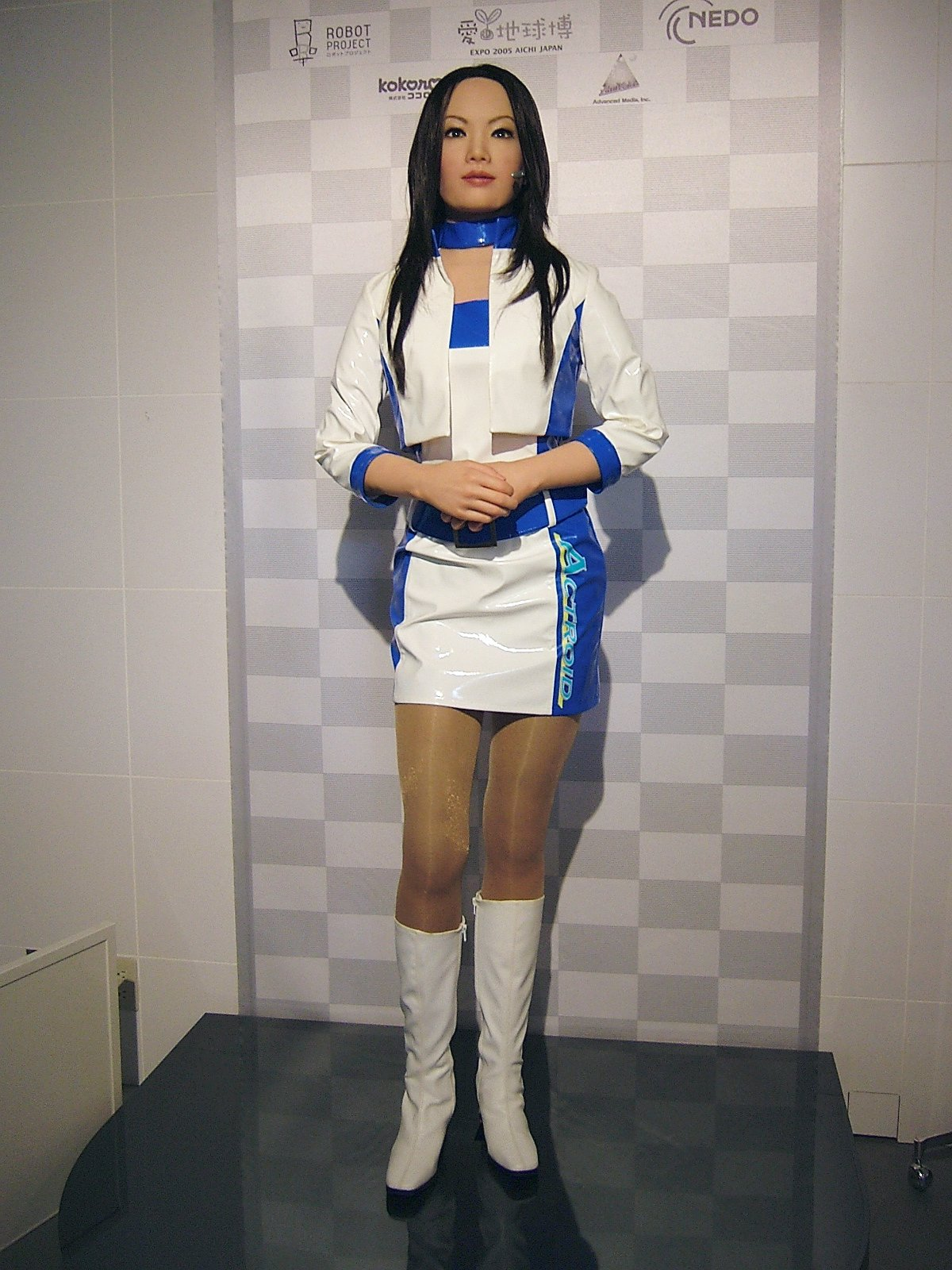
Un ginoide en la Expo 2005 de Aichi, Japón.

Un ginoide, o fembot, es un robot antropomorfo de aspecto femenino; si bien en el lenguaje coloquial, el término «androide» suele usarse tanto para los robots de apariencia masculina como los de apariencia femenina.

## Antecedentes
El concepto de mujer artificial aparece desde la mitología griega. Al artesano de los dioses Hefesto, se le atribuía la fabricación de mujeres de metal, las Kourai Khryseai (Κουραι Χρυσεαι, ‘doncellas doradas’) con movimiento propio y «llenas de pensamientos y sabiduría», que le servían como ayudantes. Otra escena mitológica respecto al tema, es la historia de Pigmalión y Galatea. El rey Pigmalión cansado de no encontrar a la mujer ideal, comenzó a fabricar estatuas representándola. Hasta que creó una estatua tan perfecta, que se enamoró de ella; sabiendo que ese amor estaba condenado, Pigmalión imploró a la diosa Afrodita que le diera vida a la estatua, lo cual conmovió a la diosa e hizo que le concediera su deseo.
Es notorio cómo ambas historias mitológicas ya contienen los elementos primordiales de las historias de ginoides contemporáneas: criaturas hechas para trabajar y servir, así como para representar un ideal amoroso o erótico, hecho a la medida.

## En la literatura y el cine
En la literatura y cine de ciencia ficción, los ginoides son quizás tan comunes como sus contrapartes masculinos. Una razón de esto podría ser la posible variedad de tramas resultantes de la intersección de dos temas complejos: la inteligencia artificial y las relaciones entre los géneros.
Los androides han sido utilizados desde hace mucho en la ciencia ficción, para ejemplificar las posibles actitudes que pueden tomar los seres humanos respecto a sus creaciones, pero más veladamente, las relaciones de poder entre humanos y la objetivización. Mientras que los androides son vistos comúnmente como trabajadores obedientes (o esclavos), los ginoides tienen en muchas obras un rol de juguete sexual, a la vez que sirvientes. Dichas relaciones de sumisión han sido ampliamente utilizadas para discutir las relaciones de poder entre seres humanos, y para extrapolar o cuestionar los roles de género contemporáneos. Los androides y los ginoides también han sido usados como villanos en la literatura y el cine, debido a su naturaleza inhumana, que puede asociarse a una mentalidad fría y calculadora.
El primer ejemplo de ginoide cinematográfico aparece temprano en la historia del séptimo arte, en el filme Metrópolis del director alemán Fritz Lang, estrenado en 1926. En este filme, la ginoide es una impostora que asume la apariencia de la protagonista para propósitos nefastos, lo que convierte a la María-robot en la primera villana robótica de la pantalla grande.
Un tema recurrente es llevar la antropomorfización e inteligencia de los ginoides (y androides) a un grado mucho más elevado que el posible actualmente, para que el abuso presentado en la obra por parte de los humanos tenga elementos mucho más cuestionables éticamente (así como para facilitar la caracterización del ginoide por una actriz humana). Por ejemplo, en Blade Runner, donde los androides y ginoides son prácticamente indistinguibles de los seres humanos, la replicante Pris está explícitamente identificada como un androide para uso sexual, mientras que Rachael es una replicante que cree ser humana, al tener memorias implantadas por su creador. Ambos personajes sirven para ejemplificar y criticar la deshumanización del hombre, al negar derechos a los que son prácticamente sus iguales. Igualmente, en la película de 2015 Ex Machina, AVA es un ginoide con inteligencia artificial que es capaz de emular sentimientos humanos.

## En las series televisivas
Las series televisivas de ciencia ficción también comparten el uso pródigo de robots ginoides de la literatura, pero el contenido y propósitos suelen ser distintos. Es poco común que las series presenten ginoides (o androides) inteligentes esclavizados, es más frecuente que las ginoides sean parte del elenco de protagonistas, presentando personalidades complejas. Ejemplo de esto son los personajes de Rommie y Doyle de la serie Andrómeda. También era común hasta hace tiempo presentarlas como antagonistas poderosas físicamente, pero sin mucha inteligencia, por ejemplo en La mujer biónica, las ginoides controladas por los villanos son enemigas frecuentes, al poder competir físicamente (pero no mentalmente) con la protagonista. Dicha representación se volvió tan conocida, que es parodiada en los filmes cómicos de Austin Powers, donde las ginoides con armas letales integradas son herramientas del Dr. Evil. En la reciente serie Battlestar Galactica, se le da un giro al cliché al tener ginoides adversarias muy inteligentes: robots ginoides forman parte de la raza de los cylons, y una de ellas, Número Seis es la causante directa de la caída de las colonias humanas, lo que la convierte en una de las antagonistas principales.
En ambos casos, las ginoides son representadas con habilidades supra-humanas (e.g. super-fuerza, super-agilidad) que no corresponden con las habilidades de ningún robot existente, pero que se aceptan fácilmente al aumentar el interés del personaje. Algunos críticos mencionan que el uso de ginoides en la televisión sirve más que nada para atraer a la audiencia tradicional de dichas series (público joven masculino).

## Ginoides en la ciencia
En la robótica actual se considera a los ginoides como un gran desafío. El principal mercado al que han pensado incorporarlas sus creadores es al mundo del entretenimiento, algo que ha ido ligado directamente a su proceso de desarrollo tecnológico e implementación de actividades cada vez más complejas relacionadas con el baile, la coreografía, el modelaje, el canto y la comunicación eficaz en diferentes idiomas, entre otras, sirviendo de referencia seres humanos reales. El país que lleva la delantera en el desarrollo de esta tecnología es Japón. Algunos ejemplos de este tipo de ginoides son: la serie Actroid; Repliee Q1 Expo, Actroid-DER3, Actroid Sara, Geminoid F, y la polifacética HRP-4C (creada por el AIST).